# Adamski (muzyk techno)
Adamski, właściwie Adam Paul Tinley (ur. 4 grudnia 1967 w Lymington) – brytyjski muzyk house.

## Życiorys
Zaczynał jako 11-latek w zespole punkowym brata. Od 1987 roku udzielał się w grupie punkowej Diskord Kaskord, a następnie ponownie współpracował z bratem w The Garden Of Eden. Wtedy też zainteresował się muzyką house.
Przełomem okazało się wydanie solowego singla "N-R-G", który dotarł na brytyjskich listach przebojów na miejsce 12. Natomiast jego drugi singiel "Killer" ze śpiewem Seala stał się przebojem numer 1 w Wielkiej Brytanii. Debiutancki album Adamskiego, "Liveandirect" z remiksami piosenek "Killer" i "N-R-G" ukazał się w 1989.
W 1992 roku wydał swój trzeci album. W 1998 ukazał się czwarty krążek Adamskiego "Adamski's Thing".

## Dyskografia
- Liveandirect (1989)
- Doctor Adamski's Musical Pharmacy (1990)
- Naughty (1992)
- Adamski's Thing (1998)